# Zarautz
Zarautz község Spanyolországban, Gipuzkoa tartományban. Zarautz Aizarnazabal, Aia és Getaria községekkel határos. Lakosainak száma 23 370 fő (2024).

## Népesség
A település népessége az utóbbi években az alábbiak szerint változott:
| Lakosok száma | 21 074 | 21 906 | 22 323 | 22 627 | 22 697 | 22 890 | 23 040 | 23 323 | 23 271 | 23 370 |
|               | 2001   | 2004   | 2006   | 2009   | 2011   | 2014   | 2016   | 2019   | 2021   | 2024   |